# Filiberto Zaratti
Filiberto Zaratti, né le 26 mars 1956 à Rome, est un homme politique italien, membre du parti Europe verte-Les Verts.
De 2013 à 2018, et depuis 2022, il est membre de la Chambre des députés.

## Biographie
Il est député de la circonscription Lazio 1 durant la XVIIe législature de la République italienne pour le groupe Gauche, écologie et liberté.